# فرانتس روگوفسکی
فرانتس روگوفسکی (انگلیسی: Franz Rogowski؛ زادهٔ ۲ فوریهٔ ۱۹۸۶) هنرپیشه، رقص اهل آلمان است.
از فیلم‌ها یا برنامه‌های تلویزیونی که وی در آن نقش داشته‌است می‌توان به ویکتوریا اشاره کرد.
وی همچنین برندهٔ جوایزی همچون جایزه فیلم آلمان شده‌است.